# Salată de boeuf
Salată boeuf (en català: amanida de vedella) és un plat tradicional romanès i moldau, que se serveix generalment durant totes les ocasions festives i especials. És una combinació de carn picada de vedella, pollastre o pit de gall d'indi i verdures, amanides amb maionesa i murături (verdures en vinagre). També existeix la versió vegetariana sense carn.
El plat es prepara generalment en grans quantitats per a tota la festa com la vigília de Nadal. Es menja com a entrant i amanida per a carns fregides. Hi ha lleugeres diferències en les quantitats a servir i això ja és cosa de gustos.
El nom pot suggerir una influència culinària francesa, ja que la paraula bœuf és francesa per a carn de vedella, però no té un origen clar. És similar a l'amanida olivier o l'amanida russa, que normalment no porten carn.